# Piano Porlezza
Piano Porlezza è una frazione del comune italiano di Carlazzo. Costituì un comune autonomo fino al 1928.

## Storia
Piano fu un antico comune del Milanese.
Registrato agli atti del 1771 come un borgo di 213 abitanti, nel 1786 Piano entrò per un quinquennio a far parte della Provincia di Como, per poi cambiare continuamente i riferimenti amministrativi nel 1791, nel 1797 e nel 1798. Nel 1799 contò 269 anime.
Portato definitivamente sotto Como nel 1801, alla proclamazione del regno d'Italia napoleonico nel 1805 risultava avere 228 abitanti. Nel 1807 il municipio fu soppresso su risultanza di un regio decreto di Napoleone che lo annesse per la prima volta a Carlazzo, ma il comune di Piano fu tuttavia ripristinato con il ritorno degli austriaci. Nel 1853 risultò essere popolato da 429 anime, scese a 421 nel 1871. Nel 1863 il governo aveva provveduto a cambiare nome alla località in Piano Porlezza. Nel 1921 si registrarono 375 residenti. Fu il regime fascista a decidere nel 1928 di sopprimere definitivamente il comune, unendolo nuovamente a Carlazzo.

## Infrastrutture e trasporti
Dal 1884 al 1939 è stata attiva una linea ferroviaria che univa Porlezza al comune lariano di Menaggio; nell'attuale territorio comunale sorgeva la stazione di Piano.